# Alejandro Danel
Alejandro Danel (Arras, Francia, 5 de septiembre de 1781(?)- Buenos Aires, Argentina, 1865) fue un militar francés que participó en la Guerra de Independencia de la Argentina, así como 8 campañas en Europa, 24 combates en América, 5 sitios. Durante ella perdió un ojo (de ahí su apodo: el “Tuerto Danel”).

## Infancia y estudios
Su padre, Alexandre Joseph, que había nacido el 9 de marzo de 1768, también en Arras, fue cirujano-mayor del ejército francés. Tuvo un activo rol durante “La Terreur”, llegando algunos de sus contemporáneos a escribir que “pone más empeño en mandar a opositores al patíbulo que en curar a sus conciudadanos”. Falleció el 14 de febrero de 1806 en Bruselas, Bélgica, muy cerca de Arras. De su madre solo sabemos que se llamaba Isabelle Françoise Josèphe Aubron, que luego aparecerá en los documentos argentinos como “Isabel Obón”.
Igual que su padre, el joven Alexandre estudió la carrera de médico y también se alistó en el ejército. En los Archivos del Ministerio de Guerra francés está asentado que el 27 de marzo de 1799 (o, mejor dicho, el 8 de Ventoso del año VII, según el Calendario Republicano, de uso legal en Francia de 1792 a 1807) ingresa en el 61.º Regimiento de Infantería, con el grado de cabo.
En 1810 Alexandre Danel es ascendido a Sargento en la Guardia Vieja del Emperador.

## Carrera militar

### Francia
Danel participó en la defensa de París de 1814 y fue herido de bala el 20 de marzo de 1814. Exactamente un mes más tarde, el 20 de abril, Napoleón Bonaparte abdica y parte en exilio a la Isla de Elba
Parecían haber terminado las turbulencias revolucionarias, y se reinstaura la monarquía en Francia. Pero pocos meses más tarde, en febrero de 1815, Napoleón regresa y recupera el poder con el apoyo de amplios sectores de la población y del ejército, lo que provoca la huida del rey. Alexandre Danel se traslada entonces al 11.º Regimiento de Tiradores de la Guardia Imperial. Pero los Aliados vuelven a enfrentar a Napoleón, quien luego de un breve período llamado “Los Cien Días” por su duración, es definitivamente derrotado en la batalla de Waterloo (Bélgica, 18 de junio de 1815) y enviado preso a su exilio definitivo, en la británica Isla de Santa Helena, en el Atlántico Sur. Vuelve una vez más la monarquía y se desata en Francia una persecución contra todos los “bonapartistas”, civiles y militares que dieron su apoyo al Emperador. Así, Alexandre Danel queda desvinculado del ejército para recluirse en la casa paterna.

### Argentina
El Directorio de Francio envió, en 1814, a Bernardino Rivadavia (secretario de gobierno y relaciones exteriores) a Europa para realizar gestiones diplomáticas. Llega a Londres en mayo de 1815 y a Madrid un año después. Siguiendo las instrucciones de Pueyrredón, obsesionado en convertir este nuevo país en monarquía, Rivadavia trata de convencer las familias reinantes europeas para traer un noble que sería coronado en Buenos Aires con el apoyo europeo. Debido a la caída de Napoleón y el regreso de Fernando VII° en 1813 fracasa el intento con la familia reinante española. Ante esto, Pueyrredón quiso entonces que sea alguien de las familias reinantes portuguesas o francesas, por lo que Rivadavia pasó a desempeñar el cargo de diputado de las Provincias Unidas ante el gobierno de París.
Durante sus estadías en Europa, Bernardino Rivadavia también se ocupó de reclutar para el naciente ejército argentino a oficiales europeos. En efecto, los ejércitos criollos embarcados en la lucha contra España no contaban con suficiente oficialidad con experiencia militar. En Francia había muchos oficiales bonapartista completamente privados de actividad, incluso perseguidos políticos por la restaurada monarquía, desde la derrota de Waterloo.
Entre estos estaba Alexandre Danel. Este y varios más se decidieron a poner sus espadas al servicio de una joven nación, y se embarcaron para el Río de la Plata. Entre los militares que acompañarían a Danel se encuentran Rauch, Brandsen, Viel, Bardel, Buix y otros. Llegado a Buenos Aires, y habiendo castellanizado su nombre, Alejandro Danel es dado de alta como Teniente en el Batallón de Cazadores de la Patria el 21 de enero de 1818. Pero en lugar de luchar por la libertad de su nueva patria, fue enviado a pelear en la primera guerra civil, contra los caudillos uruguayos y del Litoral opuestos a la virtual dictadura de Pueyrredón.
En efecto, ante el fracaso de las gestiones de Rivadavia para coronar un príncipe Español mencionadas más arriba, el gobierno de Buenos Aires, en abril de 1817, mediante secretas negociaciones con Portugal le ha cedido a este la Banda Oriental, el actual Uruguay, a cambio de la coronación de un Infante de Brasil, pariente del rey de Portugal, en el Río de la Plata, como recurso para contar con el apoyo portugués contra España. Las tropas portuguesas invaden Uruguay desde el Brasil, generando la resistencia armada de los caudillos “orientales”, encabezados por José Artigas, apoyados por la provincia de Santa Fe. El gobierno de Pueyrredón, en Buenos Aires, levanta un ejército para combatirlos e, incluso, le ordena a Manuel Belgrano marchar con sus tropas, que estaban en Tucumán peleando contra los españoles, a la región de Santa Fe, restándole así fuerza a los ejércitos libertadores del norte (y provocándole por lo tanto algunas derrotas a Güemes).
Empieza una sangrienta guerra en las costas de los ríos Uruguay y Paraguay, en la que se enfrentan durante varios años a los ejércitos portugueses aliados a los de Buenos Aires con los caudillos orientales, calificados de “anarquistas” por Buenos Aires. A pesar de los saqueos y masacres sufridos por los pueblos y ciudades del Litoral por parte de los portugueses y de las tropas de Pueyrredón, los caudillos logran resistir todos los ataques e infligen derrota tras derrota a las tropas de Buenos Aires.
Así, las primeras acciones militares de Alejandro Danel en el Río de la Plata las realiza al mando de Juan Ramón Balcarce contra los “caudillos anarquistas” el 27 de noviembre de 1818 en la batalla de Paso de Aguirre. Participará luego en las batallas de Espinillo y de Paso del Rey.
Poco a poco otras provincias del norte se fueron sublevando contra Buenos Aires, hasta que esta capitula en febrero de 1820 (tratado de Pilar).
Actúa también bajo las órdenes de Martín Rodríguez y Soler, con este último en el desastre de Cañada de la Cruz en 1820. Es ascendido a Capitán y luego a Ayudante Mayor en 1821, para incorporarse luego a las fuerzas del General Juan Galo (de) Lavalle.
En 1825 participa en la guerra contra el Imperio del Brasil, dirigiendo el primer Escuadrón del 3.er Regimiento de Caballería “Coraceros Defensores de Buenos Aires” cuyo jefe era Lavalle. Al crearse en San José (Uruguay), en abril de 1826, el 4.º Regimiento de Caballería (con el Coronel Lavalle como jefe del mismo), al mando del General Alvear, se incorpora como organizador de las observaciones y logra apoderarse de trofeos y elementos del ejército brasilero. El Regimiento, siempre a órdenes de Lavalle, participó en casi todos los episodios de la Guerra con el Brasil. En 1827 participa en la batalla de Bacacay donde cae muerto el caballo de Danel y sus ropas son atravesadas por dos balazos sin producirle daños. En la batalla de Ituzaingó el 20 de febrero de 1827 tiene una destacada actuación por la que es condecorado y ascendido a capitán de la 1.ª Compañía del 2.º Escuadrón del 4.º Regimiento y comisionado para el traslado de prisioneros a Buenos Aires. Posteriormente es capturado por las fuerzas imperiales a bordo de un “patacho” el 15 de abril de 1828 y conducido a Montevideo para luego ser liberado al finalizar la guerra.
En 1829 es nombrado sargento mayor por Lavalle y combate contra las montoneras que asediaban Buenos Aires. Dado de baja en 1830, en 1833 es reincorporado como teniente coronel para participar en un frustrado alzamiento contra Rosas, tras el cual debe huir a Montevideo para luchar junto a Rivera contra “el tirano”.
En 1839 se alinea con Lavalle nuevamente en su lucha contra el rosismo participando en los combates de Yeruá, Don Cristóbal, Sauce Grande, Pasaje del Paraná y en el avance a Buenos Aires. Posteriormente prosigue su campaña a Santa Fe. El ejército de Lavalle es derrotado en Quebracho Herrado por el General Oribe y sus fuerzas deben dirigirse a Tucumán y es nuevamente batido en Arroyo Famaillá. Con apenas 180 hombres - Danel entre ellos - Lavalle llega a Jujuy donde el 8 de octubre de 1841 es alcanzado por una partida federal y asesinado. Para evitar que el cadáver de Lavalle sea profanado y exhibido por los federales, Danel decide trasladarlo a Potosí (Bolivia). Pero el cadáver de Lavalle se empieza a descomponer, y Danel, médico, descarna el cadáver a la vera del río Salado, en el pueblo de Huacalera (Jujuy), para seguir con solo los huesos rumbo a Bolivia.
Danel regresa a Montevideo y allí se aloja hasta 1851 donde se une a las fuerzas de Urquiza en la batalla de Caseros. En 1853 participa en la defensa de Buenos Aires y también en 1859 luego de Cepeda y en 1861 es quien recibe los restos de Lavalle con carácter de honores extraordinarios.
Falleció en Buenos Aires el 22 de julio de 1865.
Había contraído enlace con María Rosario Fagiani en 1821, con quien tuvo varios hijos: Carlos Napoleon Tomas Ignacio del corazon de jesus (1828 nac en Uruguay) Amalia (1832-1888) Casada con Carlos Grimoux; juan Danel ; Alejandro Federico (1833-1862);Auxencio Leopoldo (1837-  ); Laurentina (1839- 1912) casada con Joseph Louis Maudet( 1838-1871) . Casado en segundas nupcias con Matilde Dabente en Montevideo Uruguay(1844) y en 3ras nupcias con Dolores benita Ferreyra tuvieron los siguientes hijos : Pablo Rodolfo (1858-) Dolores (1863- ) y Juana Camila (1856-)
- Datos: Q5664935